# 25 (альбом a-ha)
25, також 25: The Very Best Of — альбом найкращих хітів норвезького гурту a-ha, виданий 19 липня 2010 року на двох дисках.
15 жовтня 2009 року a-ha офіційно оголосили про плановий розпад гурту після закінчення гастрольного турне «Ending on a high note» (укр. «Прощання на високій ноті») у грудні 2010 року 1, 2, 3 числа в Осло
14 червня 2010 року гурт представив прощальний сингл «Butterfly, Butterfly (The Last Hurrah)», який увійшов до альбому «25».

## Музиканти
- Пол Воктор-Савой (Paul Waaktaar-Savoy) (6 вересня 1961) — композитор, гітарист, вокаліст.
- Магне Фуругольмен (Magne Furuholmen) (1 листопада 1962) — клавішник, композитор, вокаліст, гітарист.
- Мортен Гаркет (Morten Harket) (14 вересня 1959) — вокаліст.

## Композиції
Диск 1
1. «Take on Me» — 3:49
2. «The Blue Sky» — 2:36
3. «The Sun Always Shines on T.V.» — 5:08
4. «Train of Thought» (7" Remix) — 4:15
5. «Hunting High and Low» (7" Remix) — 3:48
6. «I've Been Losing You» — 4:26
7. «Scoundrel Days» — 4:00
8. «The Swing of Things» — 4:15
9. «Cry Wolf» — 4:06
10. «Manhattan Skyline» (Edit Version) — 4:21
11. «The Living Daylights» — 4:12
12. «Stay on These Roads» — 4:46
13. «Touchy!» (UK DJ Edit) — 3:38
14. «There's Never a Forever Thing» — 2:51
15. «You Are the One» (7" Remix) — 3:50
16. «The Blood That Moves the Body» (Two-Time Gun Remix) — 4:08
17. «Crying in the Rain» — 4:21
18. «Early Morning» — 2:59
19. «Slender Frame» — 3:43
20. «I Call Your Name» — 4:29

Диск 2
1. «Move to Memphis» (Single Version) — 4:17
2. «Dark is the Night for All» — 3:45
3. «Cold as Stone» (Remix) — 4:33
4. «Angel in the Snow» (Edit) — 4:07
5. «Shapes That Go Together» — 4:14
6. «Summer Moved On» — 4:37
7. «Minor Earth Major Sky» (Niven's Radio Edit) — 4:02
8. «The Sun Never Shone That Day» (Radio Edit) — 3:31
9. «Velvet» — 4:20
10. «Forever Not Yours» — 4:06
11. «Lifelines» — 4:17
12. «Did Anyone Approach You?» — 4:11
13. «Celice» — 3:40
14. «Analogue» — 3:49
15. «Cosy Prisons» (Radio Mix) — 3:58
16. «Foot of the Mountain» — 3:57
17. «Nothing Is Keeping You Here» (Single Remix) — 3:05
18. «Shadowside» (Single Edit) — 3:31
19. «Butterfly, Butterfly (The Last Hurrah)» — 4:10